# Zawady (Olsztynek)
Zawady (deutsch Sawadden, 1938 bis 1945 Jungingen) ist ein kleiner Ort in der polnischen Woiwodschaft Ermland-Masuren. Er gehört zur Gmina Olsztynek (Stadt- und Landgemeinde Hohenstein i. Ostpr.) im Powiat Olsztyński (Kreis Allenstein).

## Geographische Lage
Zawady liegt im Südwesten der Woiwodschaft Ermland-Masuren, 19 Kilometer südöstlich der früheren Kreisstadt Osterode in Ostpreußen (polnisch Ostróda) bzw. 25 Kilometer südwestlich der heutigen Kreismetropole und Woiwodschaftshauptstadt Olsztyn (deutsch Allenstein).

## Geschichte
Sawadden fand erstmals 1765 offizielle Erwähnung. Mehrere kleine Gehöfte prägten den Ort. Im Jahre 1874 wurde Sawadden in den neu errichteten Amtsbezirk Platteinen (polnisch Platyny) im Kreis Osterode in Ostpreußen eingegliedert.
Im Jahre 1910 waren in Sawadden 96 Einwohner gemeldet, im Jahre 1933 waren es ebenso viele.
Am 3. Juni – amtlich bestätigt am 16. Juli – 1938 wurde Sawadden aus politisch-ideologischen Gründen der Abwehr fremdländisch klingender Ortsnamen in „Jungingen (Ostpr.)“ umbenannt. Die Einwohnerzahl blieb 1939 konstant bei 96.
In Kriegsfolge wurde Jungingen 1945 mit dem gesamten südlichen Ostpreußen an Polen überstellt. Das Dorf erhielt die polnische Namensform „Zawady“ und ist heute eine Ortschaft im Verbund der Stadt- und Landgemeinde Olsztynek (Hohenstein i. Ostpr.) im Powiat Olsztyński (Kreis Allenstein), bis 1998 der Woiwodschaft Olsztyn, seither der Woiwodschaft Ermland-Masuren zugehörig.

## Kirche
Bis 1945 war Sawadden resp. Jungingen in die evangelische Kirche Wittigwalde (polnisch Wigwałd) in der Kirchenprovinz Ostpreußen der Kirche der Altpreußischen Union, außerdem in die römisch-katholische Kirche Osterode in Ostpreußen eingepfarrt. Heute gehört Zawady katholischerseits zur Pfarrei Wigwałd  im Erzbistum Ermland, evangelischerseits zur Kirchengemeinde Olsztynek, einer Filialgemeinde der Christus-Erlöser-Kirche Olsztyn in der Diözese Masuren  der Evangelisch-Augsburgischen Kirche in Polen.

## Verkehr
Aufgrund seiner entlegenen Verkehrslage ist Zawady lediglich über Nebenstraßen von seinen Nachbarorten Elgnówko (Gilgenau), Platyny (Platteinen), Świętajńska Karczma (Karklsrode) bzw. Gaj (Gay, 1932 bis 1945 Neuhain) zu erreichen. Eine Anbindung an den Bahnverkehr besteht nicht.